# Mehdi Shiri
Mehdi Shiri (in persiano مهدی شیری‎; Teheran, 31 gennaio 1991) è un calciatore iraniano, difensore del Tractor.

## Palmarès

### Club

#### Competizioni nazionali
- Campionato iraniano: 3

Persepolis: 2018-2019, 2019-2020
Tractor: 2024-2025
- Coppa d'Iran: 1

Persepolis: 2018-2019
- Supercoppa dell'Iran: 3

Persepolis: 2019, 2020
Tractor: 2025